# Zell am Moos
Zell am Moos – gmina w Austrii, w kraju związkowym Górna Austria, w powiecie Vöcklabruck. 1 stycznia 2015 liczyła 1564 mieszkańców.